# دینر پلین (ویکتوریا)
دینر پلین (به انگلیسی: Dinner Plain) یک شهرک در استرالیا است که در ویکتوریا (استرالیا) واقع شده‌است.